# Колотовка (Калузька область)
Колотовка (рос. Колотовка) — присілок в Людиновському районі Калузької області Російської Федерації.
Населення становить 11 осіб. Входить до складу муніципального утворення город Людиново.

## Історія
Від 2004 року входить до складу муніципального утворення город Людиново.

## Населення
| 2002 | 2010 | 2014 | 2016 | 2017 | 2018 | 2019 |
| ---- | ---- | ---- | ---- | ---- | ---- | ---- |
| 16   | ↘10  | ↘5   | ↘4   | ↘3   | ↘0   | →0   |
| 2020 | 2021 |      |      |      |      |      |
| →0   | →0   |      |      |      |      |      |